# Гагауз халкы
Народное движение «Гагауз халкы» (гаг. Gagauz Halkı — Гагаузский народ) — бывшее политическое движение Гагаузии, сыгравшее значительную роль в получении Гагаузией автономного статуса.
В 1988 году гагаузская интеллигенция вместе с другими этническими меньшинствами создала Национальное движение «Гагауз халкы», которое боролось за независимость гагаузского народа. В августе 1990 года в Комрате было декларировано создание Республики Гагаузия, однако правительство Молдавии не признало декларацию. 23 декабря 1994 года парламент Молдавии всё-таки признал статус автономии Гагаузии.

## История

### 1988 год
Дискуссионный клуб «Гагауз халкы» был образован в Комрате в феврале 1988 года. Председателем был избран художник Дмитрий Савастин, ведущим — писатель Степан Булгар. Решение о создании национальной организации было принято во время одной из встреч в начале февраля 1988 года, в которой приняли участие С. Булгар, Д. Савастин, Д. Новак (Айоглу) и И. Дьячук.
Первое заседание клуба состоялось в комратском Доме культуры 31 марта 1988 года. В работе первого заседания участвовали Дмитрий Савастин, Степан Булгар, а также Фёдор Маринов, Фёдор Язаджи, Дмитрий Новак, Андрей Буюклы, Мария Маруневич, Пётр Завричко, Иван Бургуджи, Иван Кристиогло, Пётр Мойся. В конце заседания гагаузский певец Степан Курудимов исполнил народные песни.
В апреле участники клуба приступили к формированию его руководства и приняли Положение о дискуссионном клубе.
На начальном этапе работа «Гагауз халкы» воспринималась руководством Комратского района и республики далеко неоднозначно. В газете «Ленинское слово» от 30 апреля 1988 года развернулась полемика о работе клуба, инспектор отдела образования Д. Градинар заявил, что «возникновение дискуссионного клуба „Гагауз халкы“ — это веление времени. В последние годы возрос интерес больших и малых народов к своей истории…». Но в номере этой же газеты от 9 мая 1988 года в статье И. Муткогло и В. Нейковчена «Необходимы обоснованные выводы и их осмысление» уже говорилось: «После второго заседания клуб остался лишь вывеской для открытой пропаганды национализма и шовинизма». В таком же ключе была написана статья начинающего литературного критика И. Топала, который сравнивал «Гагауз халкы» с клубом болельщиков футбольной команды. 25 июня 1988 года в редакционной статье газеты «Ленинское слово» под названием «Свой угол зрения» была сделана добросовестная попытка провести анализ работы клуба.
В течение 1988 года состоялось несколько заседаний клуба, на которых обсуждались как вопросы национальной культуры, так и политические проблемы, связанные с историей и развитием гагаузского народа.

### 1989 год
В 1989 году клуб «Гагауз халкы» превратился в политическую организацию. В Комрате была открыта его штаб-квартира, где заседал Совет. Был организован выпуск стенной газеты «Доору лаф» («Правдивое слово»), которая вывешивалась на стендах в Комрате и в Чадыр-Лунге.
11 февраля 1989 года группа активистов «Гагауз халкы» выехала в Кишинёв. Развернув лозунг «Требуем создания Гагаузской Автономной Советской Социалистической Республики в составе МССР», они провели несанкционированное пикетирование здания ЦК КПМ. Участники этой акции — С. Булгар, А. Новак, В. Топал, Г. Стаматов, Д. Савастин, А. Сиркели — были арестованы и оштрафованы.
21 февраля 1989 года народное движение «Гагауз халкы» провело в Комрате научно-практическую конференцию. В ней приняли участие около 1000 жителей Комратского, Чадыр-Лунгского, Бессарабского, Вулканештского районов Молдавии и Болградского района Украины. По существу, она стала первым собранием представителей гагаузов Молдовы и Украины. Открыл заседание и вёл его С. Булгар. Выступили А. Гайдаржи, А. Лисецкий, С. Курогло. На обсуждение было вынесено постановление Президиума Верховного Совета МССР «О подготовке законопроектов о функционировании языков на территории республики». В итоговом документе конференции было сформулировано требование о придании государственного статуса наряду с молдавским также русскому языку, «что явится необходимейшей правовой гарантией от любых попыток дискриминации представителей всех других народов». Участники конференции приняли обращение к ЦК КПСС и Президиуму Верховного Совета СССР, а также к ЦК КПМ о необходимости создания гагаузской автономии. Обращение нашло отклик в обществе, под ним подписались более 6000 человек. На конференции была избрана делегация из 15 человек в составе С. Булгара, П. Фазлы, Д. Савастина, Д. Новака, З. Бакаевой, В. Капанжи, П. Алачева, Д. Гургурова, В. Кириогло, Г. Стаматова, В. Чолак. П. Алачев и Д. Гургуров были представителями болгар. Делегации было поручено от имени гагаузского народа отвезти подписные листы в Москву.
24 февраля 1989 года делегация была принята в ЦК КПСС ответственным работником ЦК В. А. Шлыковым. В Президиум Верховного Совета она передала листы с подписями. Летом в Комрат прибыла специальная комиссия для изучения требований гагаузов. В её состав вошли председатель Верховного Совета МССР, главный прокурор республики, министры, учёные, представители общественности. Однако заседания комиссии выявили нежелание руководства Молдавской ССР допустить образование гагаузской автономии. Был разработан проект заключения, по которому гагаузам предлагалось нечто вроде «культурной автономии» или же, в лучшем случае, — национальный район.
В апреле 1989 года в Комрате состоялся митинг, организованный «Гагауз халкы», где обсуждались итоги поездки в Москву и предложения по развитию национального движения за автономию.
Обсуждение проекта закона о языковом режиме раскололо общественность Молдавии. Стремясь защитить свои права, жители гагаузских сёл проводили сходы и митинги, на которых собирали подписи с требованием создания автономии. Кроме политических акций, «Гагауз халкы» проводил в это время и культурные мероприятия. В мае 1989 года «Гагауз халкы» впервые организовал празднование народного праздника «Хедерлез» (День святого Георгия), в рамках которого проводился фестиваль эстрадной песни. В июне 1989 года в помещении штаба «Гагауз халкы» была организована выставка картин художника Михаила Арабаджи.
21 мая 1989 года в Комрате прошёл съезд «Гагауз халкы». Всю организационную работу по подготовке съезда провёл комитет во главе со Степаном Булгаром. Среди 523 делегатов съезда было 338 гагаузов, а также русские, молдаване, украинцы, евреи. Присутствовали делегация Интернационального движения Молдавии «Единство», учёные, гости из союзных республик. Были также приглашены представители Народного фронта Молдовы. В докладах историков Степана Куроглу и Марии Маруневич, экономиста Константина Таушанжи, учителя Ивана Чебана, филолога Гавриила Гайдаржи и других участников были рассмотрены экономическое и социальное положение гагаузского народа, политическая ситуация на юге Молдавии и перспективы её развития. Представитель Народного фронта Молдовы Георгий Гимпу заявил, что в республике проживают только два народа — молдавский и гагаузский, остальные имеют культурные и административные центры за пределами Молдавии. Делегаты расценили это заявление как попытку НФМ политически изолировать гагаузов от других народов. Съезд принял декларацию о стремлении гагаузского народа самоопределиться путём образования Гагаузской автономной республики в составе Молдавской ССР.
На съезде было решено объединить «Гагауз халкы», общество «Бирлик» («Единство») и «Ватан» («Родина») в гагаузское народное движение «Гагауз халкы». Съезд избрал новый Совет «Гагауз халкы» в составе 89 человек и исполнительный комитет из 21 человека. Председателем Совета народного движения «Гагауз халкы» был избран С. Булгар, а его заместителем — М. Кендигелян. Актив народного движения составили Г. Калчу, П. Фазлы, А. Буюклы, В. Капанжи, И. Бургуджи, М. Маруневич, Д. Савастин, И. Гарчу, Д. Градинар, Г. Арабаджи, А.Чешмеджи, И. Кристиогло, Д. Мавроди, Д. Новак, А. Киор, И. Топал, Г. Стаматов, П. Завричко, И. Пометко, Н. Димитриогло, З. Бакаева, М. Гагауз, Г. Кышлалы и другие. Руководство гагаузского движения взяло курс на создание гагаузской автономии. После съезда народного движения «Гагауз халкы» в Москву, где начал работу первый Съезд народных депутатов СССР, выехала гагаузская делегация в составе С. Булгара, Д. Савастина, П. Фазлы, В. Капанжи, М. Маруневич, З. Бакаевой, А. Буюклы, где встретилась с народными депутатами СССР, представителями различных партий и движений и выступала на митингах. По просьбе гагаузской делегации народный депутат СССР от Ровенской области Г. Ануфриев, уроженец Вулканешт, обратился с письменным запросом по проблеме гагаузов МССР к руководству Съезда народных депутатов СССР. Гагаузов также поддержал народный депутат СССР от города Ровно полковник Мартиросян.
В октябре 1989 года народное движение «Гагауз халкы» было зарегистрировано министерством юстиции Молдавской ССР и, тем самым, обрело официальный статус. Программа движения получила широкую поддержку среди населения гагаузских районов. К началу 1990 года в составе местных организаций «Гагауз халкы» насчитывалось свыше 3000 человек.
Искусственное затягивание решения вопроса о создании гагаузской автономии привело к радикализации определённой части участников народного движения «Гагауз халкы». 30 октября 1989 года на заседании Совета после бурной дискуссии было принято решение созвать второй Чрезвычайный съезд гагаузского народа. Он открылся 12 ноября 1989 года. Его участниками стали 449 гагаузов, 49 русских, 47 молдаван, 33 болгарина, 14 украинцев, 11 белорусов. Присутствовали делегации Интердвижения «Унитате-Единство», рабочих Рыбницы, Тирасполя, Бендер, комитета по созданию польской автономии в Литве, а также Народного фронта Азербайджана. Председательствовал на съезде учитель Михаил Кендигелян. По докладу председателя народного движения «Гагауз халкы», руководителя рабочей группы Республиканской комиссии С. С. Булгара съезд постановил образовать на территории компактного проживания гагаузов в Бессарабском, Вулканештском, Комратском, Тараклийском, Чадыр-Лунгском районах и некоторых сёлах Кагульского района Гагаузскую Автономную Советскую Социалистическую Республику. Это решение поддержали все 30 выступивших на съезде докладчиков.

### 1990 год
22 июля 1990 года на заседании Чрезвычайного съезда представителей гагаузского народа в Комрате были утверждены гимн, герб, флаг ГАССР и учреждён Гагаузский национальный университет. На съезде был образован Временный комитет содействия утверждению ГАССР во главе со С. Топалом, и принято Положение о Временном комитете. После образования Временного комитета некоторые активисты спровоцировали ряд конфликтов во время заседания Совета народного движения «Гагауз халкы» с целью оказать давление на принятие решений Советом. Это привело к расколу в Совете «Гагауз халкы». Временный комитет оттеснил «Гагауз халкы» на второй план.
Созданный в демократические времена Перестройки «Гагауз халкы» как массовое народное движение стал больше не нужен. В дальнейшем съезды народного движения «Гагауз халкы» больше не проводились. Тем не менее, в составе Временного комитета и Гагаузской республики работали активисты народного движения, которые продолжали работу, начатую «Гагауз халкы» в 1988—1989 годах. Использовались материалы и документы, подготовленные на съездах «Гагауз халкы», конференциях, комиссиях и так далее. Неоднократно переиздавалась с дополнениями и изменениями брошюра «О создании Гагаузской Автономной Советской Социалистической республики в составе Молдавской ССР», материалы комиссии «По изучению запросов народных депутатов и других обращений по созданию автономии гагаузского народа», но уже без указания фамилий авторов.
Политическое руководство Молдавской ССР проигнорировало волю гагаузского народа к национальному самоопределению. 22 августа 1990 года вышло постановление правительства «О роспуске народного движения „Гагауз халкы“», где говорилось:
«Гагауз халкы» отклоняется от определённых его уставом целей, задач и средств их достижения, проявляет неуважение к требованиям Конституции ССР Молдова, нарушая положение статей 1, 4, 68, 70, 71, 80, 97, 125, 127, принимает противоправные решения, направленные на подрыв государственного и общественного строя республики, нарушение её территориальной целостности».